# شکال گوراب بالا
شکال گوراب بالا، روستایی از توابع بخش مرکزی شهرستان فومن در استان گیلان ایران است.

## جمعیت
این روستا در دهستان گشت قرار دارد و براساس سرشماری مرکز آمار ایران در سال ۱۳۸۵، جمعیت آن ۵۷۹ نفر (۱۴۴خانوار) بوده‌است.